# Любий «Жук»
«Любий „Жук“» (англ. The Love Bug) — американський фільм за участю Брюса Кемпбелла, який є продовженням оригінального фільму 1968 року «The Love Bug».

## Сюжет
Неймовірна історія про автогонщика Джимі Дугласса, який багато разів терпів невдачі у змаганнях автомобільного спорту. Але коли в його житті з'являється зовсім, здавалося б, непоказний автомобіль, не призначений для автоперегонів, його життя круто змінюється. Незвичайна малолітражка виявляється не тільки квитком Джима на трибуну пошани, але і його найкращим другом.

## У ролях
- Брюс Кемпбелл — Хенк Купер
- Джон Ханна — Саймон Мур III
- Александра Вентуорт — Алекс Девіс
- Кевін Дж. О'Коннор — Родді Мартель
- Дена Гулд — Руперт
- Харольд Гулд — доктор Густав Стампфел
- Мікі Доленц — Донні Шотц
- Бертон Гілліам — коментатор перегонів
- Кларенс Вільямс III — Чак
- Дін Джонс — Джим Дуглас
- Енді Хутс — 1-й механік
- Майк Віллс — 2-й механік
- Дуг МакКеллі — зухвалий механік
- Крістін Інохоса — модниця
- Ендрю Вудворт — модник
- Пітер Спірс — молодий доктор Стампфел
- Рік Овертон — Генерал
- Джефф Гарлін — патрульний
- Алісія Гузман — наречена модель
- Кертіс Бредфорд — Пепе

в титрах не вказані
- Річард Берч — водій евакуатора
- Річ Холл
- Хербі Лав Баг
- Ерл МакДеніел III
- Джонні Скалко — серфінгіст